# 托特尼斯 (英國國會選區)
托特尼斯（英語：Totnes），英國國會一郡選區，包括英格蘭西南部德文郡南部，包括托貝西部，以及南哈姆斯區東部。
本區始設於1295年，時為應選兩席的自治市選區。1868年被撤，1885年恢復，1983年再被撤。自1997年恢復以來一直支持保守黨。在2010年大選中當區的議員莎拉·伍拉斯頓以45.9%選票首次勝出，取代安東尼·斯蒂恩。